# Ángel Ortiz
Ángel Ortiz (født 7. december 1977) er en tidligere paraguayansk fodboldspiller.

## Paraguays fodboldlandshold
| Paraguays landshold | Paraguays landshold | Paraguays landshold |
| År                  | Kmp                 | Mål                 |
| ------------------- | ------------------- | ------------------- |
| 2003                | 13                  | 0                   |
| 2004                | 6                   | 0                   |
| 2005                | 7                   | 0                   |
| 2006                | 0                   | 0                   |
| 2007                | 1                   | 0                   |
| Total               | 27                  | 0                   |